# Хан, Мушарафф
Мушара́фф Моуламиа Хан (англ. Musharaff Moulamia Khan; 7 сентября 1895, Вадодара, Британская Индия — 30 ноября 1967, Гаага) — индийский певец и исполнитель на ситаре, младший брат Хазрат Инайят Хана и его ученик. После приезда на Запад в 1911 году, наряду с индийской, занимался изучением европейской классической музыки. Во время своих путешествий в период с 1913 по 1914 года жил в Москве, где принимал участие в концертах индийской музыки, проходивших в Политехническом музее и в Московской консерватории, в составе групп «Royal musician of Hindustan». Опубликованы его воспоминания, в которых он с большой теплотой вспоминает о жизни в Москве.

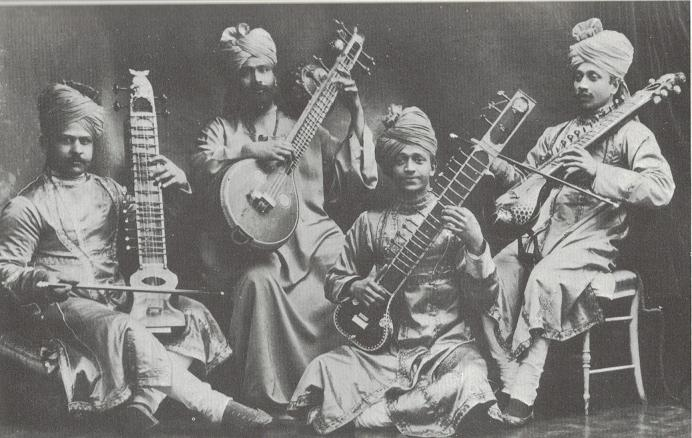
The Royal Musicians of Hindustan. Москва 1914: Али Хан, Инайят Хан, Мушарафф Хан и Махебуб Хан

Мушарафф Хан был женат два раза: первый на Савитри ван Россум дю Шаттель, которая ушла из жизни в Индии в 1946 году; второй раз на Шахзади де Конинг (ум. 30 сентября 1995) с которой он жил в Гааге, до своей кончины в 1967 году.
После смерти Пир-о-Муршида Али Хана в 1958 году, Мушарафф Хан стал Пир-о-муршидом и принял руководство Международным Суфийским Движением .
Сохранилось несколько архивных аудио и видеозаписей, где он показывает различные стили индийской музыки.

## Музыка
- Мушарафф Хан — «Священная река Нармада (mp3) (1925)»
- «Moloud» (Sama Songs of Hazrat Inayat Khan). Kungl Hovmusikhandel Svala & Soderlund. Stockholm. Sweden. 1950 (LP 78rpm)
- «Bhajan or Sangitha» (Sama Songs of Hazrat Inayat Khan). Kungl Hovmusikhandel Svala & Soderlund. Stockholm. Sweden. 1950 (LP 78rpm)
- «Derwish Song or Tarana» (Sama Songs of Hazrat Inayat Khan). Kungl Hovmusikhandel Svala & Soderlund. Stockholm. Sweden. 1950 (LP 78rpm)
- «Yogia or Dawn Song by Balakastan» (Sama Songs of Hazrat Inayat Khan). Kungl Hovmusikhandel Svala & Soderlund. Stockholm. Sweden. 1950 (LP 78rpm)
- «ParaMahatma» (Sama Songs of Hazrat Inayat Khan). Kungl Hovmusikhandel Svala & Soderlund. Stockholm. Sweden. 1950 (LP 78rpm)
- «Sufi Songs», sung by Pir-o-Murshid Musharaff Khan accompanied by Hakeem van Lohuizen (piano). Promoted by International Headquarters of the Sufi Movement, Geneva, 1968. (13:40)

## О нём
- Генрих Орлов. Древо музыки. Н. А. Frager & Со. «Советский композитор». Вашингтон — Санкт-Петербург. 1992. (стр. 81 и 393)
- Indian Classical Music And Gharana Tradition by R. C. Mehta. Publisher: Readworthy Publications Pvt Ltd; (2011) Chapter 8 ASIN B005QCXZ9K